# AFCプレジデンツカップ2012
AFCプレジデンツカップ2012（英: 2012 AFC President's Cup）は、2005年に第1回大会が行われて以来、8回目のAFCプレジデンツカップである。イスティクロルが初優勝を果たした。
グループステージは2012年5月5日から5月12日に、決勝ステージは9月24日から9月30日にかけて実施された。

## 参加クラブ
前年度まで参加していたミャンマーのクラブは本年度よりAFCカップに参加する ため、AFCプレジデンツカップには出場しない。また、今回より新たにモンゴルのクラブが参加することになった。
| チーム                       | 参加資格                                              | 出場回数    |
| ---------------------------- | ----------------------------------------------------- | ----------- |
| シャバーブ・アル・アムアリー | 2010-11 ウェストバンク・プレミアリーグ 優勝           | 1回目(初)   |
| バルカン                     | 2011 トルクメニスタン・リーグ 優勝                    | 2回目(2011) |
| イスティクロル               | 2011 タジク・リーグ 優勝                              | 2回目(2011) |
| ドルドイ・ビシュケク         | 2011 キルギス・リーグ 優勝                            | 7回目(2010) |
| ネパール・ポリス・クラブ     | 2011 マーティアズメモリアルAディヴィジョンリーグ 優勝 | 5回目(2011) |
| イェージン                   | 2011 A-ディヴィジョン 優勝                            | 3回目(2011) |
| シェイク・ジャマル           | 2010-11 バングラデシュリーグ 優勝                     | 1回目(初)   |
| ラトナム                     | 2011-12 スリランカ・チャンピオンズリーグ 優勝         | 4回目(2008) |
| KRL                          | 2011 パキスタン・プレミアリーグ 優勝                  | 2回目(2010) |
| プノンペン・クラウン         | 2011 Cリーグ 優勝                                     | 4回目(2011) |
| エルチム                     | 2011 モンゴル・スーパーカップ 優勝                    | 1回目(初)   |
| 高市台電                     | 2011 インターシティフットボールリーグ 優勝            | 5回目(2011) |

## 組み合わせ抽選
グループステージの組み合わせ抽選は、2012年3月6日の15時（現地時間）にAFCハウスで行われた。

## グループステージ
集中開催方式を用いて、1回戦総当り制で戦う。各グループのホストチームはプノンペン・クラウン(カンボジア)、KRL(パキスタン)、イスティクロル・ドゥシャンベ(タジキスタン)に決定した。各グループ上位2チームが決勝ステージへ進む。

### グループA
- 開催地：パキスタン

| チーム   | 勝点 | 試合 | 勝 | 分 | 負 | 得点 | 失点 | 差 |
| -------- | ---- | ---- | -- | -- | -- | ---- | ---- | -- |
| 高市台電 | 4    | 2    | 1  | 1  | 0  | 1    | 0    | +1 |
| KRL      | 2    | 2    | 0  | 2  | 0  | 0    | 0    | 0  |
| エルチム | 1    | 2    | 0  | 1  | 1  | 0    | 1    | -1 |

- シェイク・ジャマル（英語版）はパキスタンで試合をする安全上の問題から、参加を辞退した[6]。

| 2012年5月8日 20:00 |

| KRL | 0 – 0    | エルチム |
|     | レポート |          |

| パンジャーブ・スタジアム、ラホール 観客数: 500 主審: Wang Di |

| 2012年5月10日 20:00 |

| エルチム | 0 – 1    | 高市台電      |
|          | レポート | 90+3分 陳毅維 |

| パンジャーブ・スタジアム、ラホール 主審: Nivon Robesh |

| 2012年5月12日 20:00 |

| KRL | 0 – 0    | 高市台電 |
|     | レポート |          |

| パンジャーブ・スタジアム、ラホール 観客数: 500 主審: Masoud Tufaylieh |

### グループB
- 開催地：カンボジア

| チーム                   | 勝点 | 試合 | 勝 | 分 | 負 | 得点 | 失点 | 差  |
| ------------------------ | ---- | ---- | -- | -- | -- | ---- | ---- | --- |
| ドルドイ・ビシュケク     | 9    | 3    | 3  | 0  | 0  | 17   | 3    | +14 |
| プノンペン・クラウン     | 6    | 3    | 2  | 0  | 1  | 9    | 1    | +8  |
| ネパール・ポリス・クラブ | 3    | 3    | 1  | 0  | 2  | 5    | 6    | -1  |
| イェージン               | 0    | 3    | 0  | 0  | 3  | 2    | 23   | -21 |

| 2012年5月5日 13:30 |

| プノンペン・クラウン | 8 – 0    | イェージン |
|                      | レポート |            |

| オリンピックスタジアム、プノンペン 観客数: 3,000 主審: 飯田淳平 |

| 2012年5月5日 16:30 |

| ドルドイ・ビシュケク | 5 – 1    | ネパール・ポリス・クラブ |
|                      | レポート |                          |

| オリンピックスタジアム、プノンペン 観客数: 3,000 主審: Fahad Al-Mirdasi |

| 2012年5月7日 13:30 |

| イェージン | 2 – 11   | ドルドイ・ビシュケク |
|            | レポート |                      |

| オリンピックスタジアム、プノンペン 観客数: 978 主審: Nagor Amir Noor Mohamed |

| 2012年5月7日 16:30 |

| ネパール・ポリス・クラブ | 0 – 1    | プノンペン・クラウン |
|                          | レポート |                      |

| オリンピックスタジアム、プノンペン 観客数: 3,500 主審: Khamis Al Marri |

| 2012年5月9日 13:30 |

| ネパール・ポリス・クラブ | 4 – 0    | イェージン |
|                          | レポート |            |

| オリンピックスタジアム、プノンペン 観客数: 1,500 主審: 飯田淳平 |

| 2012年5月9日 16:30 |

| プノンペン・クラウン | 0 – 1    | ドルドイ・ビシュケク |
|                      | レポート |                      |

| オリンピックスタジアム、プノンペン 観客数: 5,531 主審: Sukhbir Singh |

### グループC
- 開催地：タジキスタン

| チーム                                 | 勝点 | 試合 | 勝 | 分 | 負 | 得点 | 失点 | 差 |
| -------------------------------------- | ---- | ---- | -- | -- | -- | ---- | ---- | -- |
| イスティクロル                         | 6    | 2    | 2  | 0  | 0  | 3    | 1    | +2 |
| マルカズ・シャバーブ・アル・アムアリー | 3    | 2    | 1  | 0  | 1  | 2    | 2    | 0  |
| バルカン                               | 0    | 2    | 0  | 0  | 2  | 2    | 4    | -2 |

- ラトナム は参加を辞退した[7]。

| 2012年5月5日 16:00 |

| バルカン | 1 – 2    | マルカズ・シャバーブ・アル・アムアリー |
|          | レポート |                                        |

| パミール・スタジアム、ドゥシャンベ 観客数: 2,000 主審: Shahzad Khurram |

| 2012年5月7日 16:00 |

| マルカズ・シャバーブ・アル・アムアリー | 0 – 1    | イスティクロル |
|                                        | レポート |                |

| パミール・スタジアム、ドゥシャンベ 観客数: 7,000 主審: 馬寧 |

| 2012年5月9日 16:00 |

| イスティクロル | 2 – 1    | バルカン |
|                | レポート |          |

| パミール・スタジアム、ドゥシャンベ 観客数: 9,000 主審: 山本雄大 |

## 決勝ステージ
開催地にはカンボジア・タジキスタン・キルギスの3か国が立候補しており、2012年7月にタジキスタンでの開催が決定した。
グループステージ突破の6チームは3チームずつの2グループに分かれ、それぞれ1順の総当たり戦を行う。各グループの1位チームで決勝戦を行う。組み合わせ抽選は2012年7月31日に行われた。
以下、試合開催日時は現地時間（UTC+5）による。

### グループA
| チーム               | 勝点 | 試合 | 勝 | 分 | 負 | 得点 | 失点 | 差  |
| -------------------- | ---- | ---- | -- | -- | -- | ---- | ---- | --- |
| イスティクロル       | 6    | 2    | 2  | 0  | 0  | 8    | 0    | +8  |
| ドルドイ・ビシュケク | 3    | 2    | 1  | 0  | 1  | 8    | 2    | +6  |
| プノンペン・クラウン | 0    | 2    | 0  | 0  | 2  | 0    | 14   | -14 |

| 2012年9月24日 16:00 |

| ドルドイ・ビシュケク | 0 – 2    | イスティクロル                      |
|                      | レポート | 38分 エルガシェフ · 58分 ソディコフ |

| パミール・スタジアム, ドゥシャンベ 観客数: 5,118 主審: 飯田淳平 |

| 2012年9月26日 19:00 |

| プノンペン・クラウン | 0 – 8    | ドルドイ・ビシュケク |
|                      | レポート | 5分, 72分, 90分 アザマト · 8分 デヴィッド・ブルース · 58分 キチン · 63分 アンデルソン · 75分 シャムシエフ · 83分 サタエフ |

| パミール・スタジアム, ドゥシャンベ 観客数: 2,132 主審: Fahad Almirdasi |

| 2012年9月28日 19:00 |

| イスティクロル                                                                                  | 6 – 0    | プノンペン・クラウン |
| ヴァシエフ 26分 · トキロフ 47分 · シャリポフ 52分 · ラビモフ 58分, 90+1分 · ファトクロエフ 76分 | レポート |                      |

| パミール・スタジアム, ドゥシャンベ 観客数: 9,999 主審: Khamis Al Marri |

### グループB
| チーム                                 | 勝点 | 試合 | 勝 | 分 | 負 | 得点 | 失点 | 差 |
| -------------------------------------- | ---- | ---- | -- | -- | -- | ---- | ---- | -- |
| マルカズ・シャバーブ・アル・アムアリー | 4    | 2    | 1  | 1  | 0  | 6    | 2    | +4 |
| 高市台電                               | 4    | 2    | 1  | 1  | 0  | 4    | 2    | +2 |
| KRL                                    | 0    | 2    | 0  | 0  | 1  | 1    | 3    | -2 |

| 2012年9月24日 19:00 |

| 高市台電    | 1 – 1    | マルカズ・シャバーブ・アル・アムアリー |
| 陳毅維 87分 | レポート | 62分 ケシュケシュ                      |

| パミール・スタジアム, ドゥシャンベ 観客数: 2,078 主審: ニヴォン・ロベシュ |

| 2012年9月26日 16:00 |

| KRL           | 1 – 3    | 高市台電                          |
| アディル 88分 | レポート | 55分, 58分 何明站 · 90+4分 黄楷峻 |

| パミール・スタジアム, ドゥシャンベ 観客数: 1,565 主審: Masoud Tufaylieh |

| 2012年9月28日 16:00 |

| マルカズ・シャバーブ・アル・アムアリー                              | 5 – 1    | KRL                 |
| ジャムフール 41分, 61分 · オベイド 54分, 56分 · アリウィサット 70分 | レポート | 40分 サード・ウラー |

| パミール・スタジアム, ドゥシャンベ 観客数: 1,782 主審: 飯田淳平 |

### 決勝
| 2012年9月30日 19:00 |

| マルカズ・シャバーブ・アル・アムアリー | 1 – 2                  | イスティクロル                      |
| ケシュケシュ 21分                      | (AFC) (イスティクロル) | 69分 エルガシェフ · 78分 ヴァシエフ |

| パミール・スタジアム, ドゥシャンベ 観客数: 19,323 主審: Fahad Almirdasi |

## 最終結果
| AFCプレジデンツカップ2012優勝チーム |
| ----------------------------------- |
| イスティクロル 初優勝               |